# Barra da Figueira
Barra da Figueira é um distrito do município brasileiro de Pocrane, no interior do estado de Minas Gerais. Segundo o censo demográfico de 2022, realizado pelo Instituto Brasileiro de Geografia e Estatística (IBGE), sua população era de 1 626 habitantes e havia 649 domicílios particulares permanentes ocupados. Possui área de 279,47 km² conforme a Fundação João Pinheiro (FJP).
Foi criado pela lei nº 336 de 27 de dezembro de 1948, juntamente à emancipação do município. O distrito é cortado pelo ribeirão Pocrane. Na localidade há ocorrência de rochas ornamentais, segundo um estudo realizado pela Companhia de Pesquisa de Recursos Minerais (CPRM).